# シロアカシア

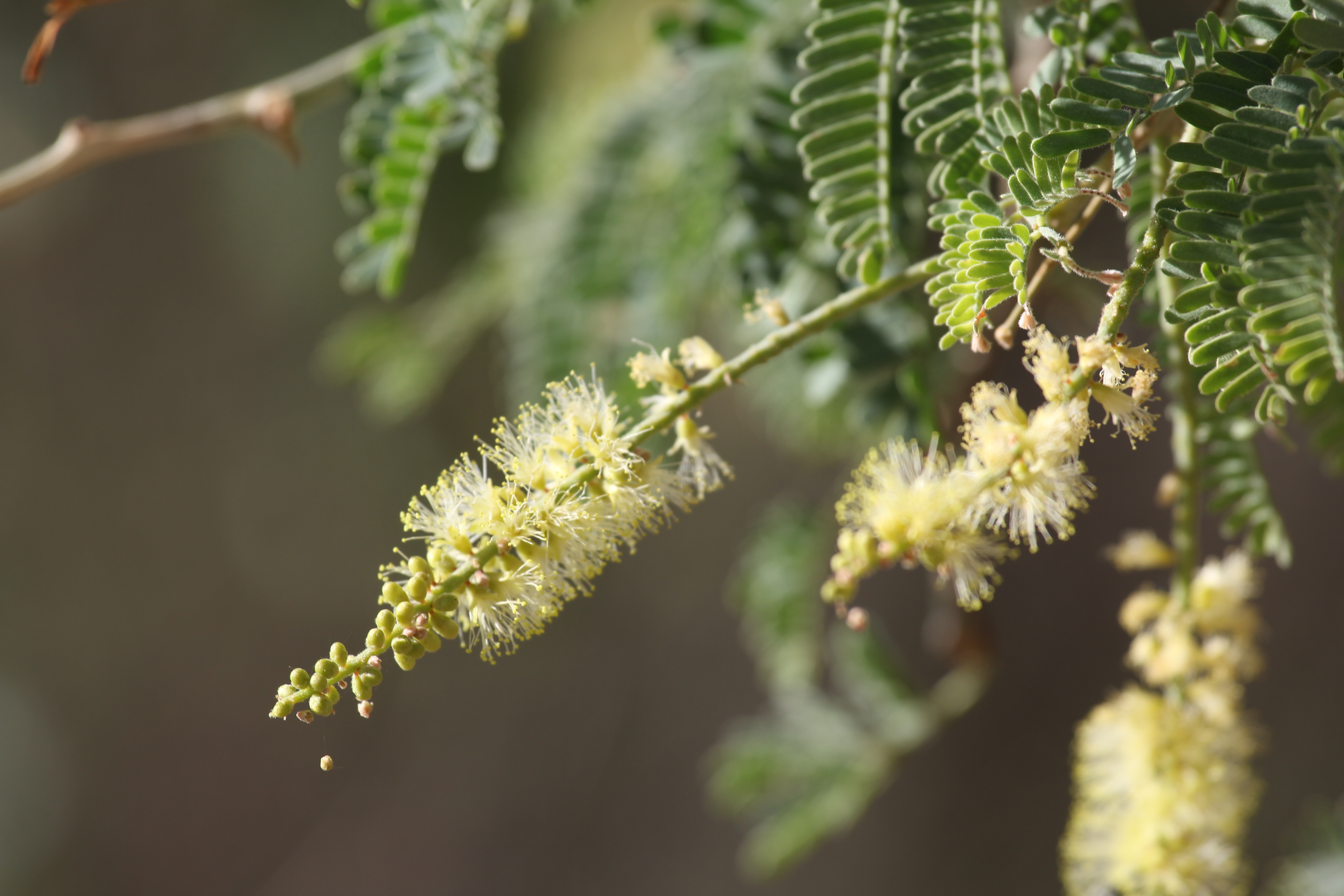
Faidherbia albida - MHNT

シロアカシア（Faidherbia albida、シノニム：Acacia albida Delile）はアフリカ・中東が原産のマメ科の植物である。以前はアカシア属に分類されていた。パキスタンやインドにも移入されている。Faidherbia属を構成する唯一の種である。一般名として、Apple-ring acacia、Ana tree、Balanzan tree、Winter thornなどと呼ばれている。